# Kelly Gallagher
Kelly Wearstler (även känd som Kelly Gallagher), född den 21 november 1967 i Myrtle Beach, South Carolina, USA, är en amerikansk inredningsdesigner och tidigare fotomodell. Under namnet Kelly Gallagher var Wearstler Playboys "Playmate of the Month" i september 1994.